# 圣比亚焦-迪卡拉尔塔
圣比亚焦-迪卡拉尔塔（義大利語：San Biagio di Callalta）是意大利威尼托大区特雷维索省的一个市镇。总面积48平方公里，人口13157人，人口密度274.1人/平方公里（2009年）。国家统计（ISTAT）代码为026071。

## 友好城市
- 法國吕尼永 1995年